# Посохова Людмила Юріївна
Людмила Юріївна Посохова (нар. 7 травня 1966, м. Харків) — український історик, доктор історичних наук, доцент історичного факультету Харківського національного університету імені В. Н. Каразіна, відмінник освіти України.

## Життєпис
Людмила Посохова народилася 7 травня 1966 року у м. Харкові.
Протягом 1985–1990 років навчалась на історичному факультеті Харківського державного університету імені О. М. Горького, який закінчила з відзнакою.
У 1988 році стала вчителем історії середньої школи № 53 м. Харкова, а у 1990 році — викладачем у Харківському інженерно-будівельному інституті.
З 1992 по 1995 рік навчалась в аспірантурі Харківського державного педагогічного університету імені Г. С. Сковороди, і 1996 року захистила кандидатську дисертацію «Харківський колегіум та його просвітницька роль (XVIII — перша половина XIX ст.)».
Протягом 1992—2002 років обіймала посади викладача та доцента (з 1999 року) кафедри історичних дисциплін Харківського державного педагогічного університету імені Г. С. Сковороди.
У 2002 році стала доцентом кафедри історії України історичного факультету Харківського національного університету імені В. Н. Каразіна, а у червні 2007 року стала докторантом цієї ж кафедри, яким була до 2010 року.
У 2012 році Людмила Посохова захистила докторську дисертацію «Православні колегіуми України наприкінці XVII — на початку XIX ст.».

## Науковий доробок
Людмила Посохова є автором близько 100 друкованих праць з історії освіти та культури України XVIII—XIX ст., у тому числі двох монографій з історії православних колегіумів України. До кола її наукових інтересів належать проблеми історії освіти в Україні 18 — першої половини 19 ст. та джерелознавства історії України.
Основні праці:
- Історія Слобідської України: навч. посібник з народознавства та краєзнавства / В. І. Торкатюк, О. Л. Сидоренко, Л. Ю. Посохова та ін. — Харків, 1998. — 368 с.
- Посохова Л. Ю. Харківський колегіум (XVIII — перша половина XIX ст.). — Харків: Бізнес Інформ, 1999. — 168 с.
- Посохова Л. Ю. Використання архівних документів при вирішенні дискусійних питань з історії Харківського колегіуму // Студії з архівної справи та документознавства. — К., 2003. — Т.9. — С. 73—76.
- Посохова Л. Ю. М. Т. Каченовський та Харківський колегіум // Біографістика в контексті сучасних історичних та історіографічних досліджень: Харківський історіографічний збірник. — Харків, 2003. — Вип.6. — С.114—117.
- Посохова Л. Ю. Джерела з історії духовних навчальних закладів України ХУІІІ — поч. XIX ст. у фондах Російського державного історичного архіву // Вісник Харківського національного університету імені В. Н. Каразіна. Історія. — Харків, 2004. — Вип..36 (633). — С.299—307.
- Посохова Л. Ю. Історія Харківського колегіуму в контексті становлення системи вищої освіти в Російській імперії // Схід — Захід: Історико-культурологічний збірник. — Харків, 2005. — Вип.7. Університети та нації в Російській імперії. — С.55—64.
- Посохова Л. Ю., Пилипенко Н. Г. Сім'я парафіяльного священика Харківської єпархії XIX ст. // Краєзнавство. — К., 2005. — № 1—4.- С.146—152.
- Посохова Л. Ю. От Харьковского коллегиума к Харьковскому университету: культурная преемственность или антагонизм // Философский век. Альманах. Вып.28. История университетского образования в России и международные традиции просвещения. Том 1. — СПб., 2005. — С. 126—132.
- Посохова Л. Ю. «Утеча від науки» (сторінки повсякденного життя учнів колегіумів України XVIII століття) // Вісник Харківського національного університету імені В. Н. Каразіна. Історія. — Харків, 2006. — Вип. 38 (728). — С. 41—50.
- Посохова Л. Ю. Коллегиум как тип учебного заведения: исторические формы университетской идеи в Восточной Европе // Историческое знание: теоретические основания и коммуникативные практики: Матер. науч. конф. / Отв.ред. Л. П. Репина. — М., 2006. — С.299—302.
- Посохова Л. Ю. Православні колегіуми та формування стану духовенства в Україні в XVIII ст. // Вісник Харківського національного університету імені В. Н. Каразіна. Історія. — Харків, 2007. — Вип. 39 (762). — С. 52—64.
- Посохова Л. Ю. Джерела з історії православних колегіумів України XVIII ст. у фондах ЦДІА України // Південний архів: Збірник наукових праць. Історичні науки. Вип.. 25. — Херсон, 2007. — С. 202—208.
- Посохова Л. Ю. Андрій Прокопович. Доля українського інтелектуала на рубежі XVIII—XIX століть // LAUREA. К 80-летию профессора Владимира Ивановича Кадеева. Сб. науч.трудов. — Харьков, 2007. — С. 230—238.
- Посохова Л. Ю. «Сыскал для женитьбы место…» (Брачные стратегии священников в контексте социокультурного конфликта в Украине в XVIII веке) // Адам и Ева. Альманах гендерной истории / Под ред. Л. П. Репиной. — М., 2007. — № 13. — С. 39—54.
- Посохова Л. Ю. «Что браху, что оставляху?»: викладання історії в православних колегіумах України в XVIII ст. // Харківський історіографічний збірник. — Харків, 2008. — Вип.9. — С. 203—216.

## Нагороди
- Відмінник освіти України (1999)
- Почесна грамота Міністерства освіти України (2001)
- Лауреат Харківської муніципальної премії імені Д. Багалія в галузі краєзнавства (1999)
- Стипендіат Німецького історичного інституту в Москві (2007).